# Stesicoro
Stesicoro (in greco antico: Στησίχορος?, Stēsíchoros, "colui che gestisce il coro"), pseudonimo di Tisia (in greco antico: Τισίας?, Tisías; Metauros, 630 a.C.? – Catania, 555 a.C.?), è stato un poeta greco antico.

## Biografia
Come spesso accade per gli autori più antichi, poco si sa della sua vita. Se ne è ipotizzata la nascita nella calabrese Metauros (l'odierna Gioia Tauro) e del trasferimento successivo nella città di Imera. La Suda così riporta: 
È ritenuto il primo poeta della Magna Grecia che allora, insieme alla Sicilia, stava raggiungendo una grande prosperità economica e un grande splendore di civiltà, e che era destinata a dare un notevole contributo alla poesia e al pensiero ellenico.
Viene riportata la sua presenza in Sicilia, ad Imera, e la tradizione riferisce che prese parte alla lotta politica opponendosi a Falaride, tiranno di Agrigento. A tal proposito sarebbe riferita la sua Favola del cavallo e del cervo, chiara metafora della politica del suo tempo e a noi nota dalla rielaborazione esopica: Stesicoro raccontava come tra i due animali esisteva sempre astio, sicché il cavallo, per battere il suo antico rivale, chiese aiuto all'uomo. Quest'ultimo cacciò il cervo, ma per essere ripagato rese schiavo il cavallo. La metafora politica era offerta dal fatto che in quel periodo Falaride prometteva agli imeresi l'aiuto necessario per sconfiggere i Selinuntini, antichi rivali della colonia Zancloa, ma in cambio avrebbero sicuramente subìto la sottomissione ad Agrigento. La favola raccontata volle essere un monito per i suoi concittadini ma, nonostante i suoi propositi, il tiranno akragantino entrò in città e Stesicoro dovette fuggire, perseguitato dai suoi stessi concittadini, trovando asilo politico a Catania, dove morì per mano del brigante Nicànore.
La tradizione vuole che in questa città fosse stato eretto in suo onore un grande sepolcro a pianta ottagonale, in quanto otto erano le opere a lui attribuite. Un frammento poetico riportato dalla Suida così lo ricorda: «Il lato oscuro di Catania bruciò Stesicoro, la vera voce incommensurabile delle Muse».

## Opere
Stesicoro era un citaredo, che declamava, cioè, le sue opere accompagnandosi con la cetra. Egli rinnovò forme e contenuto della melica corale, sostituendo alla composizione monostrofica di Alcmane la triade strofica (strofe, antistrofe, epodo) e si scostò dal contenuto del carme di Alcmane e dal suo lirismo soggettivo per avvicinarsi allo spirito oggettivo dell'epica. La leggenda eroica diventa la materia del canto lirico: è considerato dagli antichi come l'Omero della lirica corale, il grande poeta dei miti.
La sua produzione si articolava in 26 libri, di cui restano frammenti e, di alcuni di essi, non restano che semplici titoli. Abbiamo, infatti, titoli come Elena, due Palinodie, Ilupersis, Il cavallo di legno, Nostoi, Gerioneide, Cerbero, Cicno, Scilla, Tebaide (titolo incerto), Erifile, Europa, Orestea, I cacciatori del cinghiale (calidonio), I giochi funebri di Pelia.
Stesicoro, dunque, si cimentò nei generi più diversi, dall'epica alla poesia pastorale, passando per composizioni di natura erotica. A noi restano ampi frammenti della Gerioneide, che narra della decima fatica di Eracle (il viaggio ad Eritia per rapire le mandrie di Gerione), e di un poema (forse Erifile) sul destino di Edipo e dei suoi figli, della Iliou persis, dei Nostoi, dell'Orestea e di due Palinodie. Queste ultime erano una ritrattazione ad una precedente opera intitolata Elena, dove l'eroina era rappresentata come un'adultera colpevole della guerra. Nelle Palinodie Stesicoro ritrattò, raccontando che non Elena, ma un suo fantasma, era giunta a Troia. Secondo la leggenda Stesicoro sarebbe stato accecato dai Dioscuri, fratelli di Elena, e avrebbe riacquistato la vista solo dopo questa ritrattazione.

## Il mondo poetico e concettuale di Stesicoro
La particolarità della sua poesia è data dall'interesse per la psicologia dei personaggi: egli si sofferma spesso sui pensieri dei protagonisti, rallentando l'azione ma accentuando la drammaticità degli eventi. Questo metodo particolare gli attirò una stima incondizionata degli antichi: il giudizio che la letteratura dà oggi sulle sue opere è positivo, apprezzandone lo sperimentalismo, che avrebbe influenzato fortemente i poeti tragici, come visibile nelle Coefore di Eschilo o nell'Elena di Euripide.
Un altro aspetto apprezzabile della vena sperimentale di Stesicoro è il modo in cui egli rielabora la lezione tradizionale dell'epica omerica: dai frammenti superstiti della sua opera, la critica ha potuto osservare come il poeta sia riuscito ad adattare con grande abilità poetica il dettato dell'epos, pensato per forme metriche dattiliche come l'esametro, ai nuovi metri della poesia lirica. Anche Marco Fabio Quintiliano definisce Stesicoro, nel X libro della sua Institutio oratoria, «epici carminis onera lyra sustinentem» (“colui che sostiene sulla lira il peso della poesia epica”), quindi un poeta citaredo (monodico) di poesia epica, un "unicum" nel panorama arcaico.
L'affermazione di Quintiliano, tuttavia, sarebbe la prima a smentire la certezza, già antica, (ma oggi non così sicura) che vedeva Stesicoro nel novero dei poeti corali, e non monodici. I frammenti papiracei che si posseggono non permettono di definire in maniera sicura e univoca la personalità poetica di Stesicoro: potrebbe essere stato un poeta sia corale che monodico (alcuni frammenti riportano componimenti che dovevano essere tanto estesi da rendere impensabile l'idea di un'esecuzione corale), al pari di Pindaro o di Saffo, oppure potrebbe aver destinato a fruizioni diverse gli stessi testi. In ogni caso, Quintiliano aveva ragione nel collegare Stesicoro alla poesia epica, poiché i frammenti delle sue opere sono tutti afferenti ai cicli epici tradizionali (ciclo di Tebe, ciclo di Sparta, ciclo di Eracle, Caccia al cinghiale di Calidone).
Il patrimonio mitico tradizionale era tutto fuorché univoco: non solo vi si intrecciavano cicli e saghe diverse, con protagonisti numerosissimi personaggi (ognuno dei quali aveva un apprezzamento diverso in base ai singoli contesti locali nel panorama greco), ma uno stesso episodio poteva inoltre presentare numerose varianti, spesso anche contraddittorie, creando una grande congerie di storie e intrecci. Stesicoro, da grande sperimentalista e creatore quale è, dimostra di saper utilizzare al meglio questa "variabilità" e "adattabilità" tipica del mito, scegliendo di volta in volta, in base al tipo di committenza poetica ricevuta (se vogliamo vedere Stesicoro come un poeta corale), quale versione di un certo episodio adottare, quale ciclo epico scegliere, su quale personaggio incentrare la narrazione per riuscire ad adattare meglio il contenuto della propria performance ai valori e alle ideologie del determinato pubblico di fronte al quale si esibisce. Per esempio, è sicuro che di fronte a un pubblico della Magna Grecia o della Sicilia abbia recitato componimenti incentrati sulla figura di Eracle, eroe mitico che compì molte imprese (come quella di Scilla) in quella realtà geografica; probabilmente la sua Palinodia su Elena deriva da una committenza spartana, poiché la città laconica tributava culti importanti all'eroina mitica (ma potrebbe anche derivare dalla committenza della colonia di Locri, in cui era vivo un forte culto dei Dioscuri).

## Riconoscimenti
A Catania gli sono intitolate una delle piazze più importanti e una stazione della metropolitana, mentre a Gioia Tauro gli è stato intitolato il viale antistante il lato ovest del palazzo che ospita alcuni uffici comunali.

A Termini Imerese è stato realizzato da un gruppo di artisti locali, denominato "I Pittamuri", un murale sulla facciata della scuola che porta già il suo nome.